# Pio (calciatore)
Francisco Hércules de Araújo, meglio noto come Pio (Fortaleza, 23 gennaio 1988), è un calciatore brasiliano, difensore del Tirol.

## Caratteristiche tecniche
È un difensore che gioca come terzino destro.